# Cercosaura
Cercosaura – rodzaj jaszczurek z rodziny okularkowatych (Gymnophthalmidae).

## Zasięg występowania
Rodzaj obejmuje gatunki występujące w Ameryce Południowej.

## Systematyka

### Etymologia
- Cercosaura: gr. κερκος kerkos „ogon”; σαυρος sauros „jaszczurka”[2].
- Pantodactylus: gr. παν pan, παντος pantos „wszystko, całość”; δακτυλος daktulos „palec”[3]. Gatunek typowy: Pantodactylus d’Orbignyi Duméril & Bibron, 1839 (= Cercosaura schreibersii Wiegmann, 1834).

### Podział systematyczny
Do rodzaju należą następujące gatunki:
- Cercosaura anomala (Müller, 1923)
- Cercosaura anordosquama Sturaro, Rodrigues, Colli, Knowles & Avila-Pires, 2018
- Cercosaura argulus Peters, 1862
- Cercosaura bassleri Ruibal, 1952
- Cercosaura doanae Echevarría, Barboza & Venegas, 2015
- Cercosaura eigenmanni (Griffin, 1917)
- Cercosaura hypnoides Doan & Lamar, 2012
- Cercosaura manicata O’Shaughnessy, 1881
- Cercosaura nigroventris (Gorzula & Senaris, 1999)
- Cercosaura ocellata Wagler, 1830 – okularczyk cętkowany[6]
- Cercosaura olivacea (Gray, 1845)
- Cercosaura oshaughnessyi (Boulenger, 1885)
- Cercosaura pacha Mamani, Chaparro, Correa, Alarcón, Salas & Catenazzi, 2020
- Cercosaura parkeri (Ruibal, 1952)
- Cercosaura phelpsorum (Lancini, 1968)
- Cercosaura quadrilineata Boettger, 1876
- Cercosaura schreibersii Wiegmann, 1834
- Cercosaura steyeri (Tedesco, 1998)